# Сіньцзянський козел
Сіньцзянський козел — козел, який зустічається у горах Сіньцзяна, Китай. Використовується для виробництва молока, кашемірового волокна та м'яса.